# 着衣総合格闘技
着衣総合格闘技（ちゃくいそうごうかくとうぎ）は、総合格闘技のジャンルの一種である。通常の総合格闘技と同じように、当身技、投げ技、固め技を利用して戦うもののうち、道着などの衣服を身に着けた状態で戦うものを示す。

## 概要
通常の総合格闘技と異なる点は、道着を利用した攻撃が可能であるという点である。道着を掴んでの投げや、襟などを利用した締め技。そして着衣総合格闘技の独特の技術としては相手の道着を掴んでコントロールした状態での打撃技である。これらにより非常に多彩な技を使い戦うことが可能である。
着衣総合格闘技として有名なものとしては空道や柔術ファイティングシステム、ロシアのコンバットサンボ、そしてフランスのリュット・コンタクト（グラントロフィーで有名な競技）等がある。
着衣総合格闘技はジャケット総合格闘技などと呼ばれることもある。これと対になる言葉として、スパッツなどを着用し、上半身が裸で行う総合格闘技のことを「裸体総合格闘技」と呼ぶことがある。
着衣総合格闘技と定義されている競技の大半が、柔道＋空手＋ボクシング→日本拳法、極真空手＋柔道→大道塾の格闘空手（のちの空道）、柔道＋打撃→J-DO（現存せず）、サンボ＋打撃→コマンドサンボ、柔道＋伝統派空手→柔術ファイティングシステム、というように既存の着衣格闘技をベースにプラスアルファで別の格闘技の技術の使用を認めた結果として着衣総合格闘技に転化したことに留意する必要がある。
もちろん、リュット・コンタクトや現代のパンクラチオンのように考案された時点で既に着衣総合格闘技として技術体系やルールが確立された競技もある。
団体によってはコスチュームが自由なので、着衣系と裸体系の交流戦も見られる。
なお、大道塾からの派生団体のひとつである禅道会はその競技スタイルを「バーリトゥード空手」と呼んでおり、これまでに着衣総合格闘技を標榜したこと（またはジャンルづけたこと）はない。禅道会設立当時の2000年頃は、PRIDE・修斗人気で総合格闘技が世間に認知されつつあり、総合格闘技の代名詞であったポルトガル語の「バーリトゥード（vale tudo）」も知られるようになっていたことから、「総合格闘技指向の空手」を謳うのに「バーリトゥード空手」と称した経緯があると思われる。禅道会の選手が各種総合格闘技大会への参戦には空手着を着用することはなく、上半身裸（女子はラッシュガード等を着用）にスパッツかショーツ着用がほとんどである。
相撲は一見すると裸体格闘技に見えるが、廻しを掴むことが認められているので着衣格闘技になる。
古代ギリシャのパンクラチオンは全裸であったが、現代では古代ギリシャの民族衣装エンディマを元にした道着とグローブを着用する。

## 着衣総合格闘技のあれこれ

### 初期修斗の着衣構想
シューティング（のちの修斗）にもかつて着衣を認めたルール「ジャケットシューティング」が創始者・佐山聡の構想にはあった。上半身サンボ着・下半身ショートスパッツ着用で実験的にデモンストレーションマッチが行われた。佐山が修斗の世界から退き、掣圏道（のちの掣圏真陰流）を立ち上げ、別の場で実現する。

### 総合格闘技黎明期の着衣総合格闘技大会「トーナメント・オブ・J」
1995年に和術慧舟会主催により開催されたトーナメント・オブ・Jは上半身に着衣が義務付けられた
格闘技大会であった。下半身についてはズボンの着用は自由であり、スパッツを履く選手もいた。
修斗・リングスなど各種団体からの参戦があり、95～97年まで開催された。

### 着衣総合格闘技大会「ORG」
2002年に開催されたGCMコミュニケーション（和術慧舟会の旧運営母体）主催大会「ORG」は
恐らく日本で最初で最後の着衣総合格闘技に特化した大会と思われる。
ORG自体は元々はGCMコミュニケーション主催の組技限定大会「コンテンダーズ」内での着衣あり総合格闘技ルールの試合を指していたが、ルール名をそのまま大会名に冠して単独開催することになった。
大会名「ORG」とは「起源」「発祥」を意味する単語「origin」に由来しており、着衣で戦う格闘技本来の姿への原点回帰の意味を込めてこの名称になったとしている。当時修斗などで活躍していた総合格闘技の日本人選手が多数参戦した。
大会のコスチュームはリュット・コンタクトに非常に類似しており、リュット・コンタクトが薄いベージュの袖なし上着に赤茶系のズボンに対し、ORGでは白ベースの袖なし上着に赤・青（ないしは黒）のいずれかのズボンであり、これは赤・青コーナー識別のためと思われる。
（この数年前にフランスで開催されたグラン・トロフィーに桜井"マッハ"速人、後藤龍治、小川英樹、須田匡昇、和田拓也らが参加して話題になったが、ORGとグラントロフィー＝リュット・コンタクトとの関係性はないようである。
その後、桜井"マッハ"速人は各大会参戦時にリュッテ・コンタクトのコスチュームに似た胴着の着用での入場することが多々あり、2000年頃にシュートボクシングに活躍の場を移していた後藤龍治も入場時にリュット・コンタクトのコスチュームをオマージュしたかのようなコスチュームを着用していた）
2002年6月16日開催の第3回大会を最後に、2003年以降ORGは開催されていない。
なお、ブラジリアン柔術家の早川光由が唯一参戦した総合格闘技がこの大会だけである。

### J-DO
柔道ベースに打撃を認めたJ-DOが2002年頃に設立され、関西地方を中心にプロ興行を行っていた。
バルセロナ銀メダリストの吉田秀彦が当時総合格闘技転向の噂が囁かれており、J-DOも吉田獲得を画策していたとされるが、結果的にJ-DOに参戦することが一度もないまま、吉田は2002年のDynamite！参戦を経てPRIDEにレギュラー参戦することとなった。J-DOは2003年頃には自然消滅的な形で活動が休止した。

### SRC
2010年12月30日に行われた戦極 Soul of Fightでは「SRCジャケットルール」として道着を着用した総合格闘技の試合が組まれた。